# Schalderer Tal

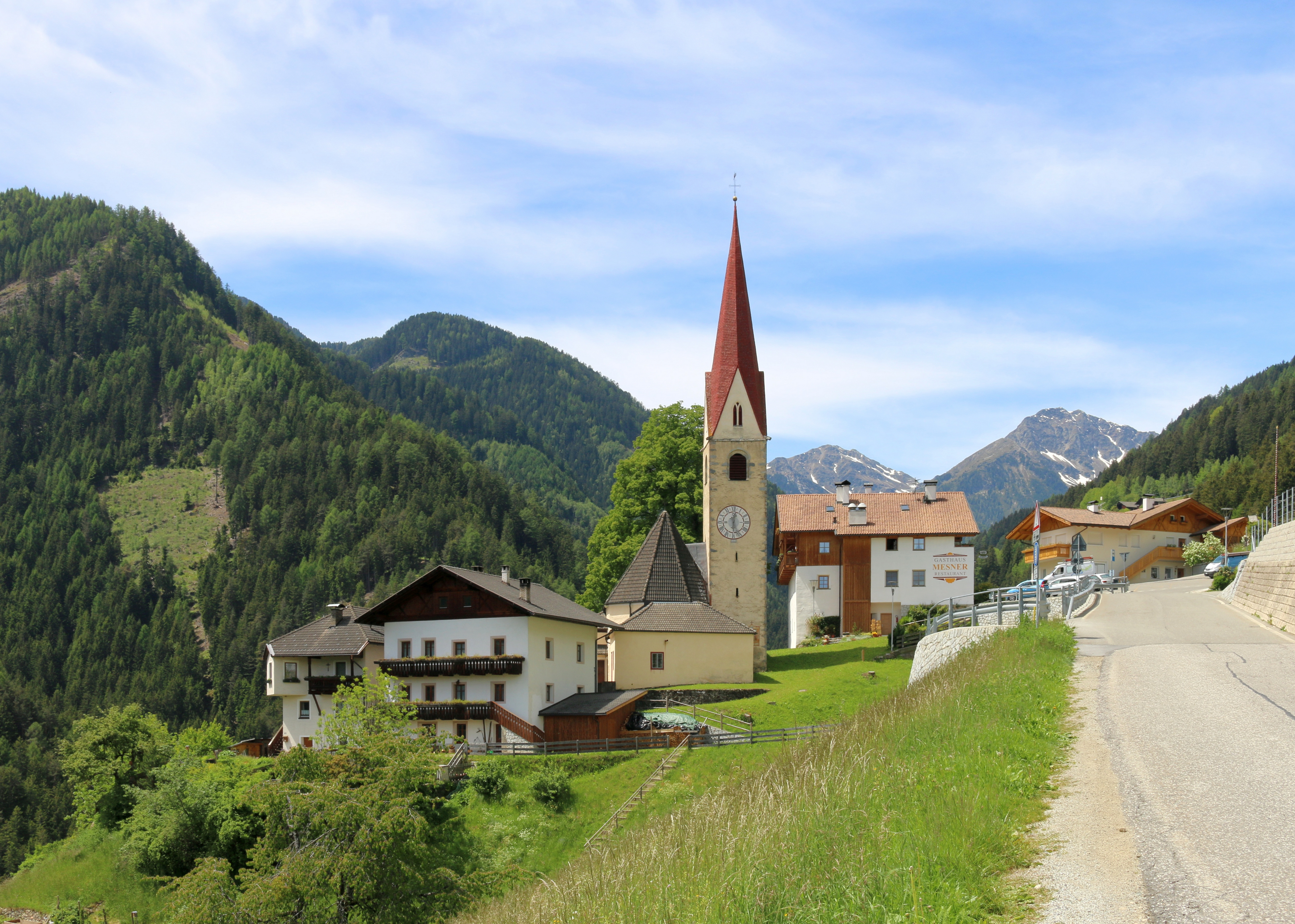
Blick auf den Ortskern von Schalders mit Gipfeln der Sarntaler Alpen im Hintergrund

Das Schalderer Tal, auch einfach Schalders, ist ein orographisch rechtes Seitental des Eisacktals in Südtirol. Es zweigt bei Vahrn, dem Hauptort der Gemeinde Vahrn, Richtung Westen ab und führt in die Sarntaler Alpen hinein. Auf seinen südexponierten Hängen bietet es der Fraktion Schalders Platz. Entwässert wird es durch den Schalderer bzw. Vernaggenbach, der in den Eisack mündet. Für den Kraftverkehr erschlossen ist das Tal durch die bei Vahrn ihren Anfang nehmende Talstraße. Umgeben ist das Schalderer Tal von zahlreichen Gipfeln, unter denen nordseitig die Karspitze (2517 m), westseitig das Schrotthorn (2590 m) und südseitig der Königsanger (2439 m) die bekanntesten sind. Westlich über dem Talschluss vermittelt die Schalderer Scharte einen Übergang ins Durnholzer Tal.